# Karel Knesl
Karel Knesl (Pustiměř, 1942. április 8. – Prága, 2020. szeptember 3.) olimpiai ezüstérmes csehszlovák válogatott cseh labdarúgó, középpályás.

## Pályafutása

### Klubcsapatban
1955-ben a TJ Gottwaldov korosztályos csapatában kezdte a labdarúgást. 1962 és 1965 között a Dukla Praha, 1966 és 1970 között a Slavia Praha, 1970–71-ben a Škoda Plzeň labdarúgója volt. A Dduklával három csehszlovák bajnok címet és két kupagyőzelmet ért el.

### A válogatottban
1964-ben három alkalommal játszott a csehszlovák olimpiai válogatottban. Tagja volt az 1964-es tokiói olimpiai játékokon ezüstérmes csapatnak. 1964-ben egy alkalommal szerepelt a csehszlovák válogatottban.

## Sikerei, díjai
Csehszlovákia
- Olimpiai játékok
  - ezüstérmes: 1964, Tokió

 Dukla Praha
- Csehszlovák bajnokság
  - bajnok (3): 1962–63, 1963–64, 1965–66
- Csehszlovák kupa
  - győztes (2): 1965, 1966